# Hugh Quincy Alexander

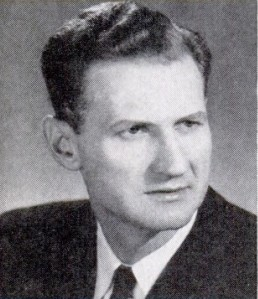
Hugh Quincy Alexander

Hugh Quincy Alexander (* 7. August 1911 bei Glendon, North Carolina; † 17. September 1989 in Kannapolis, North Carolina) war ein US-amerikanischer Politiker. Er vertrat den Bundesstaat North Carolina zwischen 1953 und 1963 als Abgeordneter im US-Repräsentantenhaus.

## Werdegang
Der auf einer Farm im Moore County geborene Hugh Alexander besuchte die öffentliche Schule und die Duke University, wo er 1932 graduierte. Anschließend begann er an der University of North Carolina in Chapel Hill Jura zu studieren. Seine Zulassung als Rechtsanwalt erhielt er 1937 und arbeitete danach einige Jahre als Anwalt in Kannapolis. Als der Zweite Weltkrieg ausbrach, verpflichtete er sich in der United States Navy. Er diente dort von 1942 bis 1946, davon 34 Monate in Übersee. Nach dem Krieg wurde Alexander 1947 und 1949 in das Repräsentantenhaus von North Carolina gewählt. Anschließend arbeitete er von 1950 bis 1952 als Rechtsanwalt am Recorders Court des Cabarrus County. 1951 gehörte er zur Leitung der American Legion.
Alexander wurde 1952 für die Demokraten in den 38. Kongress der Vereinigten Staaten gewählt. Des Weiteren war er Nachfolger des Steuerbewilligungsausschussvorsitzenden Robert L. Doughton. Alexander wurde viermal wiedergewählt, wobei er niemals einen sicheren Stand in seinem Bezirk erreichen konnte. Dies hatte zweierlei Ursachen: Erstens kam es zu immer größeren liberalen Strömungen und zweitens zu wachsendem republikanischen Einfluss im Bezirk. In seiner Amtszeit beteiligte er sich an der Verfassung des Southern Manifesto, das sich gegen die Rassenintegration an den öffentlichen Einrichtungen aussprach.
North Carolina verlor nach der Volkszählung des Jahres 1960 einen Kongresswahlbezirk, wobei die Staatslegislative eine Chance sah, die Wiederwahl des Abgeordneten Charles R. Jonas aus Charlotte zu verhindern, damals der einzige Republikaner unter den Abgeordneten aus North Carolina. Einige Gebiete, die vorwiegend republikanisch abstimmten, wurden dem Bezirk von Alexander zugeschlagen. Der vorgesehene Effekt trat jedoch nicht ein, was bei der Wahl 1962 deutlich wurde, bei der Jonas in seinem neuen Bezirk leicht siegte und Alexander mit weniger als einem Prozentpunkt gegenüber dem Republikaner Jim Broyhill verlor.
Nach seiner Zeit im Kongress wurde er Chief Counsel im Committee on Rules and Administration des US-Senats zwischen 1963 und 1976. Hugh Alexander starb am 17. September 1989 in Kannapolis.